# Compilation of Final Fantasy VII
Compilation of Final Fantasy VII es una colección de videojuegos, películas y libros producida por Square Enix, cuyo objetivo es completar y ampliar la historia del videojuego Final Fantasy VII, lanzado originalmente para PlayStation en 1997. 
Anunciado oficialmente en 2003 con la revelación de Final Fantasy VII: Advent Children, los productos principales de la serie son cuatro videojuegos y el lanzamiento de una película.
Junto a estos, hay productos vinculados y derivados que incluyen libros, juegos móviles y una OVA. Advent Children y el título móvil Before Crisis: Final Fantasy VII son una secuela y precuela de FFVII, que se centran respectivamente en Cloud Strife, el protagonista principal del juego original, y agentes encubiertos conocidos como Los Turcos. Crisis Core: Final Fantasy VII sigue a Zack Fair, un personaje principal en FFVII, mientras que Dirge of Cerberus: Final Fantasy VII, una secuela de Advent Children, sigue a Vincent Valentine, uno de los personajes opcionales del juego original.

## Títulos
Este proyecto hasta el momento incluye los siguientes títulos: 
- Final Fantasy VII: Advent Children Complete (Blu-Ray Disc)
- Final Fantasy VII: Advent Children (DVD, UMD)
- Before Crisis: Final Fantasy VII (Móvil)
- Crisis Core: Final Fantasy VII (PSP)
- Dirge of Cerberus: Final Fantasy VII (PS2)
- Final Fantasy VII: Last Order (DVD)
- Dirge of Cerberus Lost Episode: Final Fantasy VII (Móvil)
- On the Way to a Smile (Libro)
- On the Way to a Smile Episode Denzel: Final Fantasy VII (Blu-Ray Disc)
- The Maiden who Travels the Planet (Libro)
- Final Fantasy VII Remake (PS4, PS5, Microsoft Windows)
- Final Fantasy VII Ever Crisis (Móvil)
- Final Fantasy VII The First Soldier (Móvil)
- Final Fantasy VII Rebirth (PS5)

### Otros
- Final Fantasy VII: Snowboarding (Móvil)
- Final Fantasy VII G-Bike (Móvil)

## Orden cronológico de juegos según la historia de FFVII
- 30 años antes: Final Fantasy VII: The First Soldier
- 6 años antes: Final Fantasy VII: Before Crisis
- 7 años antes: Final Fantasy VII: Crisis Core
- Resumen del final de "Crisis Core": Final Fantasy VII: Last Order (Ova de anime)
- Final Fantasy VII
- Final Fantasy VII Remake
- Final Fantasy VII Rebirth
- Final Fantasy VII: Ever Crisis
- Desde el final del juego original hasta 2 años después: Final Fantasy VII: On the Way to a Smile (Libro, también conocido como FFVII AC "The Novel"), (incluido en el Blu-Ray Disc. Final Fantasy VII: Advent Children Complete
- 2 años después: Final Fantasy VII: Advent Children (Película de animación 3D)
- 3 años después: Final Fantasy VII: Dirge of Cerberus
- Justo después de Dirge of Cerberus: Final Fantasy VII: Dirge of Cerberus Lost Episode